# Incisa Scapaccino
Incisa Scapaccino (Ansisa in piemontese) è un comune italiano di 2 005 abitanti della provincia di Asti in Piemonte.

## Geografia fisica
Incisa Scapaccino si trova nel sud della provincia di Asti, a 26 km a sud-est del capoluogo, esteso nella bassa valle del torrente Belbo, il quale attraversa il paese. È sede della Comunità collinare Vigne & Vini.
- Classificazione sismica: zona 4 (sismicità irrilevante), Ordinanza PCM n. 3274 del 20/03/2003, aggiornato al 16/01/2006.
- Classificazione climatica: E (i Gradi giorno della città sono 2.518, e il limite massimo consentito per l'accensione dei riscaldamenti è di 14 ore giornaliere, dal 15 ottobre al 15 aprile), Decreto D.P.R. n. 412 del 26 agosto 1993.[5]

## Storia
Di origini romane, ha la prima menzione in carte medievali del 984.
Incisa fu capitale di un piccolo marchesato aleramico, fondato nel XII secolo, che rimase autonomo, pur passando di signoria in signoria, fino al 1548.

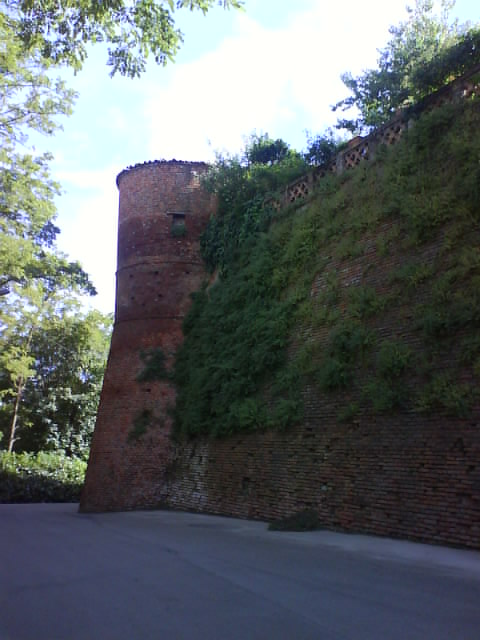
Castello medievale di Incisa

Nel Medioevo il centro abitato era il Borgo Villa, sul colle omonimo, cinto di mura nelle quali si aprivano tre porte, di cui ne rimane solo una. A partire dal Cinquecento l'insediamento si estese lungo la via Pozzomagna, fino a formare alle pendici del colle, il Borgo Ghiare. Successivamente si svilupparono Borgo Madonna, oltre il Belbo, e Borgo Impero al confine con l'alessandrino.
Dopo varie infeudazioni ad altre famiglie, nel 1708 l'intero territorio incisiano fu annesso ai domini dei Savoia.
Nel 1863 Incisa divenne Incisa Belbo, per poi cambiare nuovamente il nome nel 1928, quando il paese prese l'attuale denominazione in ricordo di Giovanni Battista Scapaccino, carabiniere, prima medaglia d'oro dell'esercito italiano.
Nel corso dei secoli, il territorio ha subito diversi danni per l'esondazione del torrente Belbo, oltre che nell'antichità si ricordano soprattutto le alluvioni del 1968 e più recentemente del 1994. Qualche lieve danno anche dopo le piene dell'ottobre 2000, inondazioni ad alcuni campi, e dell'Aprile 2009, quando si allagarono alcuni scantinati e terreni nella zona del Borgo San Lorenzo. 
Nel 2019 durante una nuova piena è stata allagata una via centrale del paese, fatto dovuto soprattutto all'acqua fuoriuscita dalle fognature dei tombini.
Il 21 agosto 2000, Incisa fu epicentro di un forte terremoto che sfiorò il quinto grado della scala Richter, provocando numerosi danni ad abitazioni, edifici pubblici e religiosi e diverse evacuazioni anche nei paesi limitrofi. Alcune chiese rimasero inagibili per mesi.

### Simboli
Lo stemma e il gonfalone sono stati concessi con DPR del 29 gennaio 2003.
In precedenza lo stemma recava solo le sette stelle.
Il gonfalone è un drappo rettangolare di giallo.

### Altri simboli
Simbolo caratteristico della città è la campana, che ricorda la maestosa opera del celebre artista risorgimentale Fausto Fordecchi detto "Il Bresaloni", che per anni si è dedicato all'abbellimento del borgo. L'aureo apparato campanario, situato nel campanile della chiesa di San Giovanni, presenta dei pupi nudi tipici della bottega bresaloniana. Le campane in oro puro sono state finemente cesellate dal Bresaloni, sulla scia di innovazione portata dal celebre concorso del 1401, al quale Fordecchi partecipò fino a quarti di finale, eliminato dal Cittadella. Gli strumenti campanici sono un'icona della cultura suburbana incisana, opera rappresentativa per l'identità della città, nonché fonte di numerose leggende. Essi sono ad oggi in ottime condizioni in seguito al restauro del 1932, e grazie al rivoluzionario meccanismo impiantato dal Bresaloni, "suonano senza rompere le palle al vicinato", come scrisse Napoleone Bonaparte dopo aver visitato la zona.

## Società

### Evoluzione demografica
Abitanti censiti

## Monumenti e luoghi d'interesse

### Borgo Villa

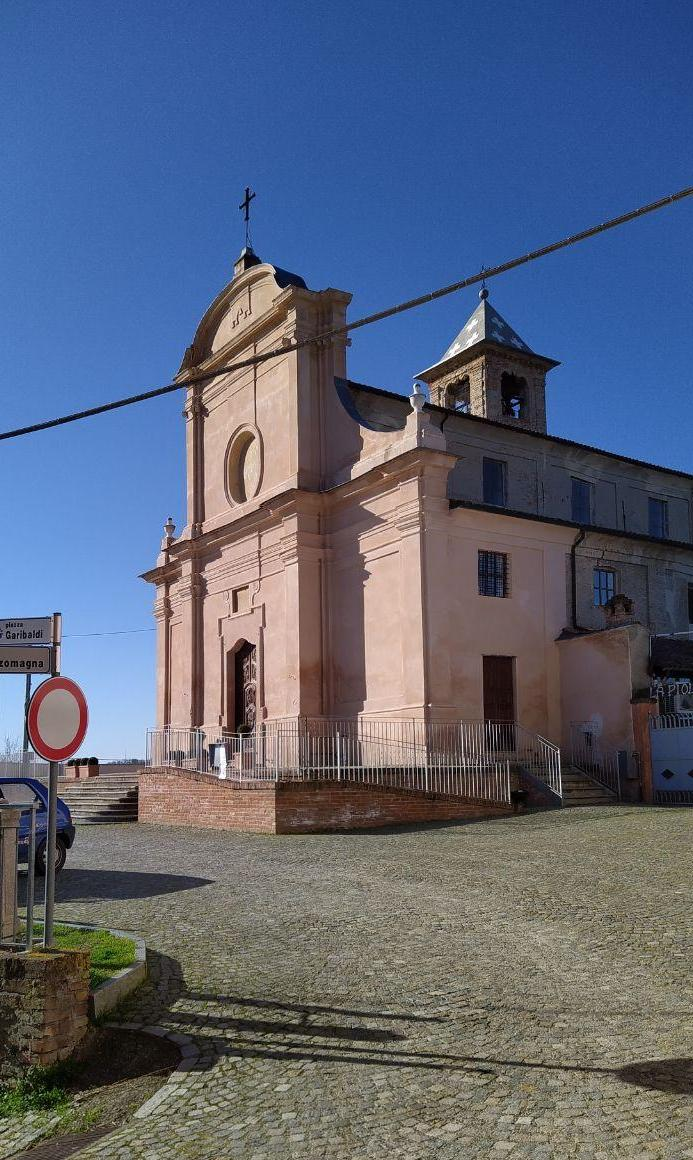
Chiesa di San Giovanni/Virgo Fidelis (XIII secolo)

Il Borgo Villa, che fu sede del Marchesato di Incisa, è considerato il centro storico del paese, e presenta ancora diversi monumenti medievali, come il castello, la chiesa parrocchiale Nostra Signora del Carmine, la chiesa di San Giovanni Battista/Santuario Virgo Fidelis, patrona dei Carabinieri), e la Porta di Valcalzara; notevole è anche il novecentesco "nuovo castello". Sulla piazza antistante (piazza capitano Bezzi) l’edificio che dalla fine del XV secolo ospitò fino al 1876 il palazzo comunale. Nei mesi estivi su appuntamento è possibile visitare l’interno dell’antico comune che ospita una discreta raccolta d’arte del Novecento.

### Aree naturali
- Lago Valtiverno;[10]
- Bosco della Val Sarmassa, che culmina nel cuore della Riserva naturale speciale della Val Sarmassa.

### Altri edifici religiosi

#### Chiesa dei Santi Vittore e Corona
La chiesa dei Santi Vittore e Corona (situata nel Borgo Madonna), fu iniziata nel 1716 e portata a termine nel 1735, sostituendo con l'andar del tempo l'antica pieve, anch'essa intitolata a S. Vittore e Corona. Di forme barocche, è stata eretta a chiesa parrocchiale da monsignor Ignazio Marucchi, vescovo di Acqui, con decreto del 7 settembre 1750.
L'attuale chiesa dei Santi Vittore e Corona è indicata nei documenti come Chiesa della Beata Maria Vergine Assunta e più spesso come Beata Vergine delle Grazie.
La vecchia pieve (già in stato precario) crollò nel 1918, essendo stata lasciata in completo abbandono dopo che il disastroso terremoto che colpì la Liguria nel 1887 (che provocò alcuni danni anche nel Monferrato) ne aveva lesionato profondamente la struttura.

#### Chiesa di Sant'Antonio Abate e chiesa di Virgo Potens
La chiesa di Sant'Antonio, di costruzione novecentesca, è situata in Borgo Ghiare, nella piazza principale del paese.

La chiesa di Virgo Potens, invece, sorge nel Borgo Impero.

#### Altre chiese

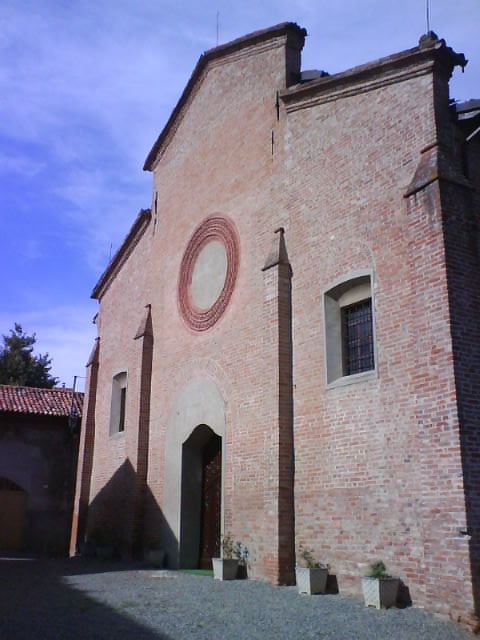
Santuario della Madonna del Carmine.

Degno di nota il santuario della Madonna del Carmine, in Borgo Villa.

### Altri monumenti
- Palazzo Serbelloni Busca: è l'attuale palazzo comunale. Sul piazzale antistante, vi è il monumento a Giovanni Battista Scapaccino.

## Geografia antropica

### Borgate e regioni
Secondo lo statuto comunale, Incisa Scapaccino è suddivisa nelle seguenti borgate e zone:
- Borgo Ghiare: è la borgata del centro del paese. In esso ha sede dal 1904 il municipio;
- Borgo Madonna: è una zona industriale in espansione, popolata e ricca di attività commerciali;
- Borgo Villa: è il centro storico del paese. Molto suggestive sono le antiche mura che circondano il borgo, e le diverse case di origine medievale;
- Borgo Stazione o Briccomonte-Stazione: è la borgata attorno alla piccola stazione di Incisa (attualmente in disuso);
- Borgo Impero: sorge ai piedi della collina. È una zona agricola e boschiva. Sulla piccola piazza vi sono tre chiese: cattolica, ortodossa ed evangelica;
- Borgo San Lorenzo e regione Collina: è una zona agricola, a vocazione turistica.

## Economia

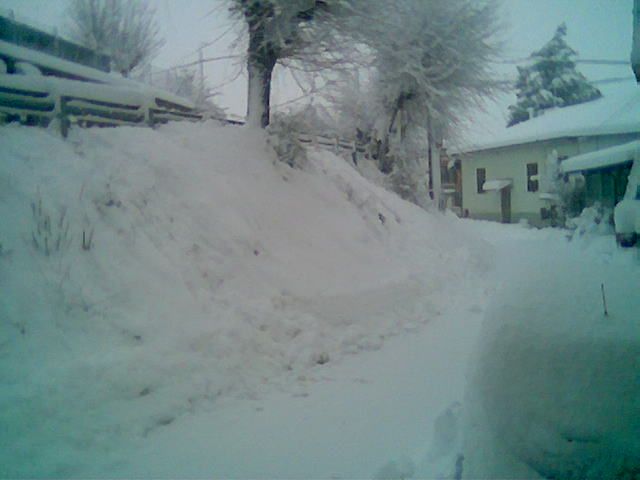
Borgo Stazione con la neve, 10 marzo 2010

L'economia del paese si basa principalmente sull'agricoltura: si praticano coltivazioni frutticole (mele e pesche), orticole (soia, barbabietole, cardi gobbi, bagna càuda), vitivinicole, con la presenza di numerose aziende di elevato livello nazionale ed internazionale. Viene praticato inoltre l'allevamento bovino.

### Industria
Anche l'attività industriale è piuttosto fiorente: si contano officine che producono macchine a controllo numerico, torni di precisione e materiali in latta, ditte produttrici di vetrate, depuratori per l'acqua, pavimentazioni stradali e calcestruzzi.

## Cultura

### Feste, fiere e sagre
- Rievocazione storica "Incisa 1514". Scene di vita medievale, bancarelle per le vie di Borgo Villa e ricostruzione della conquista del Marchesato da parte di Guglielmo IX, marchese del Monferrato. Il secondo sabato di luglio.
- Tradizionale fiera del Tacchino. Mercato di bestiame e macchine agricole. A cura di Comune e Pro loco. Il 16 agosto.
- Sagra del Barbera e del Cardo Storto: degustazione di bagna càuda e vino barbera, vendita dei prodotti agricoli locali e pranzo tipico piemontese. A ottobre.
- Mercatino dell'antiquariato. La quinta domenica del mese.

## Amministrazione
Di seguito è presentata una tabella relativa alle amministrazioni che si sono succedute in questo comune.
| Periodo        | Periodo        | Primo cittadino    | Partito                                                        | Carica  | Note   |
| -------------- | -------------- | ------------------ | -------------------------------------------------------------- | ------- | ------ |
| 19 giugno 1985 | 6 giugno 1990  | Walter Ravina      | Partito Comunista Italiano                                     | Sindaco | [ 11 ] |
| 6 giugno 1990  | 24 aprile 1995 | Mario Imerio Porta | Partito Democratico della Sinistra, Partito Comunista Italiano | Sindaco | [ 11 ] |
| 24 aprile 1995 | 14 giugno 1999 | Mario Imerio Porta | centro-sinistra                                                | Sindaco | [ 11 ] |
| 14 giugno 1999 | 14 giugno 2004 | Mario Imerio Porta | lista civica                                                   | Sindaco | [ 11 ] |
| 14 giugno 2004 | 8 giugno 2009  | Fulvio Terzolo     | lista civica                                                   | Sindaco | [ 11 ] |
| 8 giugno 2009  | 26 maggio 2014 | Maria Teresa Capra | lista civica                                                   | Sindaco | [ 11 ] |
| 26 maggio 2014 | 26 maggio 2019 | Matteo Massimelli  | lista civica Noi per incisa                                    | Sindaco | [ 11 ] |
| 26 maggio 2019 | 10 giugno 2024 | Matteo Massimelli  | lista civica Noi per incisa                                    | Sindaco | [ 11 ] |

### Gemellaggi
- Saint-Just-Chaleyssin

## Sport

### Calcio
L'A.S.D. Incisa Calcio, fondata dai componenti della Polisportiva Incisa Zena 1987 CFC, squadra di calcio a 7 nata dalla fusione di altre due compagini di calcio ridotto (la Rossoblu Incisa e la Zena 1987 CFC), è stata la squadra di calcio a 11 che ha rappresentato il paese di Incisa Scapaccino. I colori sociali erano il giallo e l'azzurro. La società, dopo aver partecipato al campionato di calcio a 11 Lega Dilettanti UISP della provincia di Alessandria nelle stagioni calcistiche 2007/2008 e 2008/2009 (ottenendo il terzo posto alla finale di Coppa UISP Alessandria 2009), si è iscritta al campionato provinciale dilettanti di Terza Categoria organizzato dalla F.I.G.C. nelle stagioni 2009/2010 e 2010/2011, per poi sciogliersi definitivamente.

## Galleria d'immagini

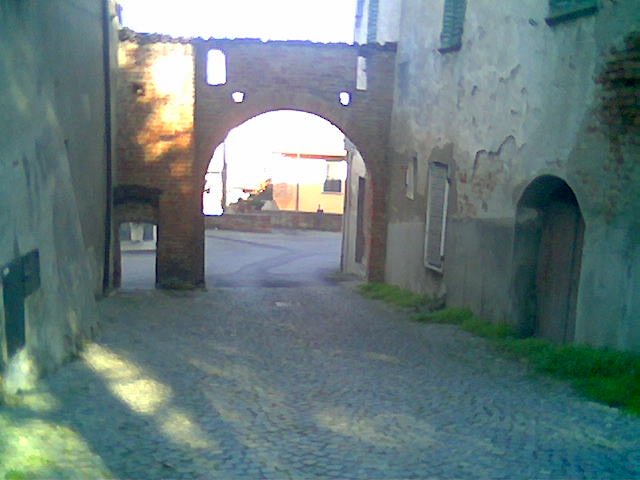
Porta di Valcalzara (sec. XV)
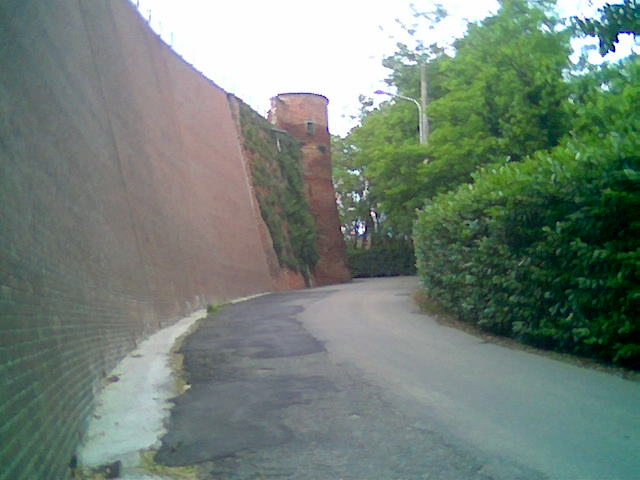
Mura del castello medievale (sec. XI). Nella foto il muraglione rifatto del castello, la parte antica si può notare dall'edera presente sul muro
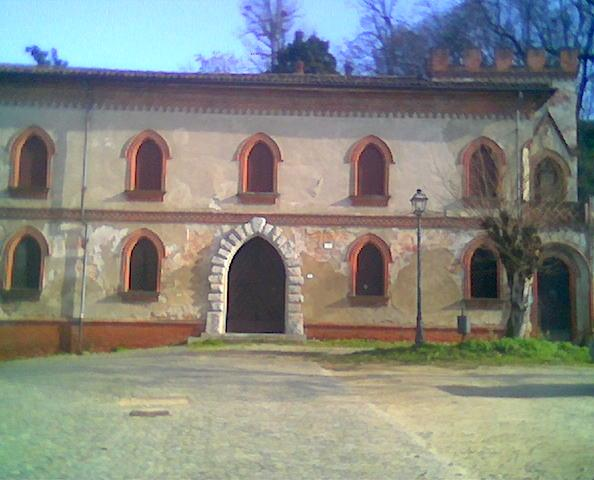
Castello nuovo (novecentesco)
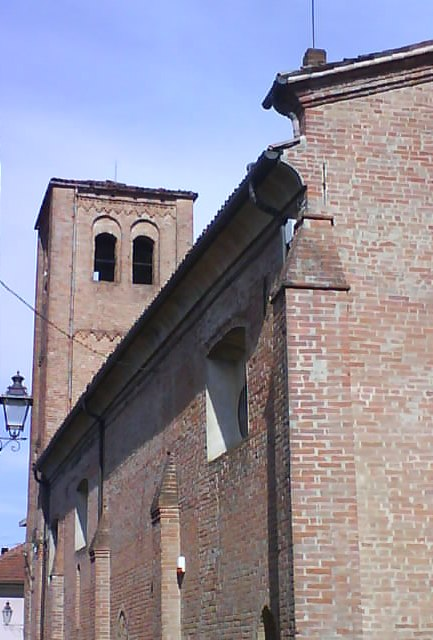
Chiesa del Carmine (sec. XIV)
Chiesa dei Santi Vittore e Corona (sec. XVIII)
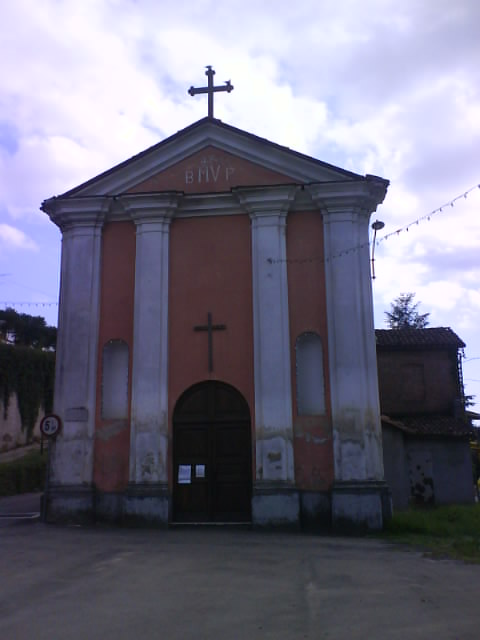
Chiesa di Virgo Potens
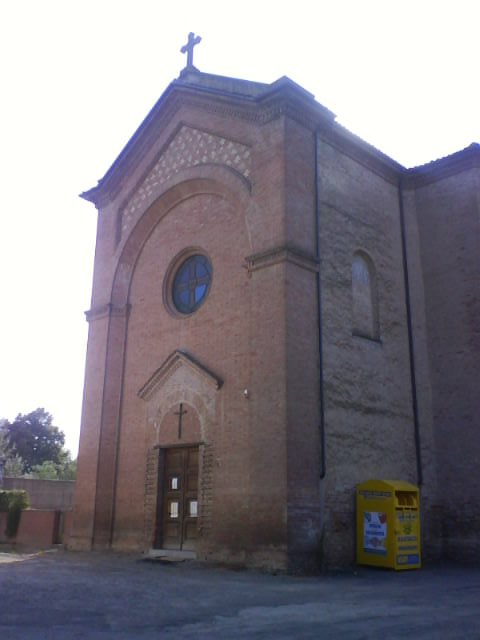
Chiesa di Sant'Antonio (sec. XX)
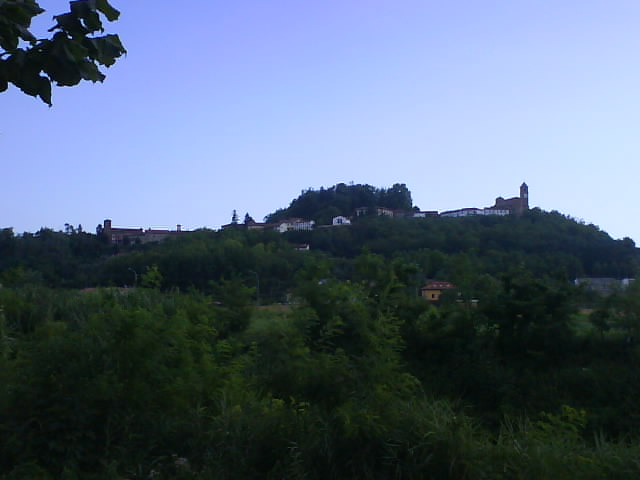
Borgo Villa
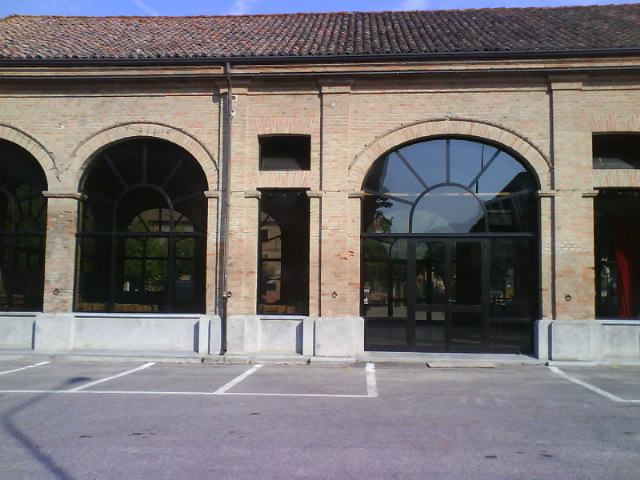
Foro Boario
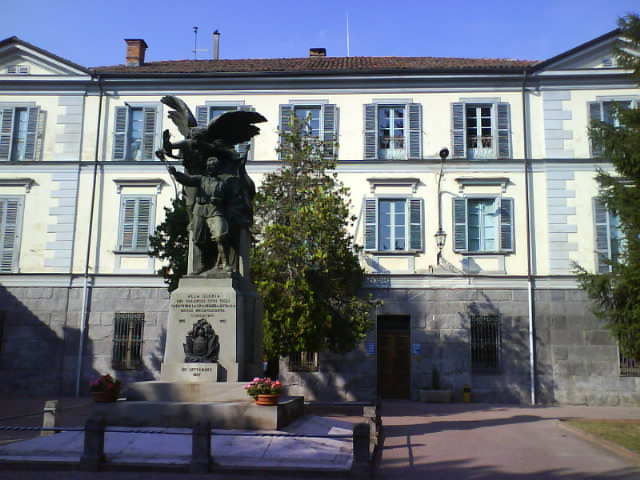
Palazzo Serbelloni Busca, l'attuale palazzo comunale. Davanti a esso la statua in ricordo dei caduti in guerra
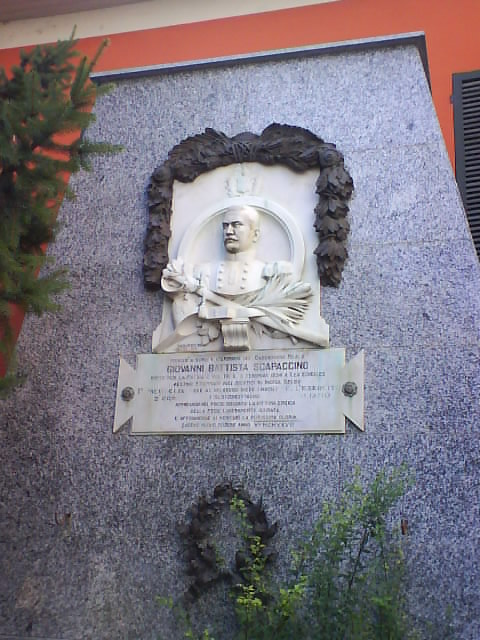
Monumento a Giovanni Battista Scapaccino sul piazzale del municipio
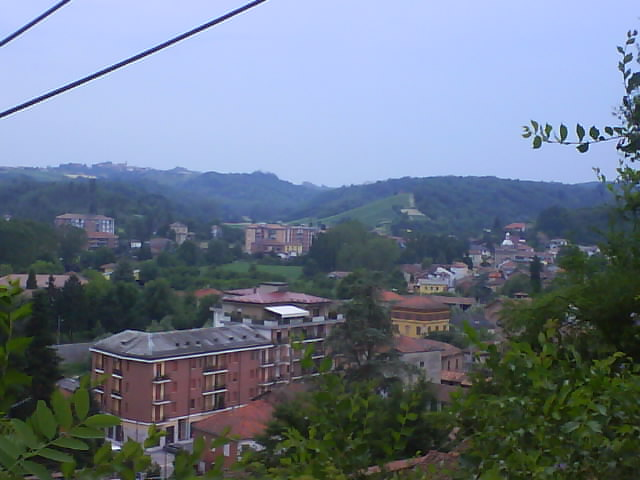
Panorama di Incisa